# Mathematica (software)

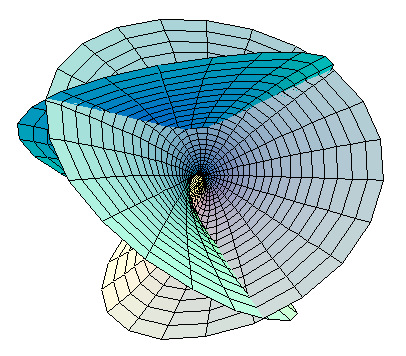
Figuur gemaakt met Mathematica

Mathematica is een computerprogramma gericht op de wiskunde. Het programma is door Stephen Wolfram ontworpen en door Wolfram Research in Illinois ontwikkeld. Het wordt binnen de informatica en diverse bètawetenschappen gebruikt. Het is gebaseerd op Schoonschip van Martinus Veltman.
Het is typisch voor Mathematica dat intensief in een symbolische taal wordt gewerkt: de wiskundige formules worden door de software bewerkt. Klassieke systemen werken met cijfers, bijvoorbeeld met bedragen en  meetwaarden, in plaats van symbolische formules. Mathematica ondersteunt allerlei functies, van het plotten van grafieken tot het analyseren van geluidsbestanden, of van het oplossen van numerieke differentiaalvergelijkingen tot kunstmatige intelligentie. Mathematica kan bijvoorbeeld goed integreren.
Mathematica wordt in de symbolische Wolfram Language geprogrammeerd, die ook voor de Wolfram Programming Cloud wordt gebruikt.

## Mogelijke toepassingen
Mathematica kan voor vele toepassingen gebruikt worden in verscheidene wiskundige en wetenschappelijke gebieden. Dit is mogelijk dankzij een groot aantal ingebouwde functies:
- Libraries van elementaire en speciale wiskundige functies
- Ondersteuning voor complexe getallen, arbitraire precisie rekenkunde en symbolisch berekeningen uitvoeren
- Tools voor matrix berekeningen en ondersteuning van ijle matrices
- 2D and 3D data, functies, geolocalisatie en animatie-functies
- Een grote verscheidenheid aan vergelijkingen oplossen: stelsels van vergelijkingen, diofantische vergelijkingen, gewone differentiaalvergelijkingen, partiële differentiaalvergelijkingen, algebraïsche differentiaalvergelijkingen, differentiaalvergelijkingen met vertragingen, stochastische differentiaalvergelijkingen en recurrentievergelijkingen
- Eindige elementenanalyse
- Numerische en symbolische hulpmiddelen om discrete en continue analyse uit te voeren, inclusief discrete en continue integraaltransformaties
- Locale en globale optimalisaties uitvoeren met of zonder extra condities
- Multivariate statistieken uitvoeren en analyseren, met fitting, hypothese tests, en meer dan 160 mogelijke distributies